# Merrill (Wisconsin)
Merrill es una ciudad ubicada en el condado de Lincoln en el estado estadounidense de Wisconsin. En el Censo de 2010 tenía una población de 9.661 habitantes y una densidad poblacional de 478,04 personas por km².

## Geografía
Merrill se encuentra ubicada en las coordenadas 45°10′50″N 89°42′9″O / 45.18056, -89.70250. Según la Oficina del Censo de los Estados Unidos, Merrill tiene una superficie total de 20.21 km², de la cual 18.74 km² corresponden a tierra firme y (7.25%) 1.47 km² es agua.

## Demografía
Según el censo de 2010, había 9.661 personas residiendo en Merrill. La densidad de población era de 478,04 hab./km². De los 9.661 habitantes, Merrill estaba compuesto por el 96.33% blancos, el 0.54% eran afroamericanos, el 0.41% eran amerindios, el 0.6% eran asiáticos, el 0.03% eran isleños del Pacífico, el 0.85% eran de otras razas y el 1.24% pertenecían a dos o más razas. Del total de la población el 2.03% eran hispanos o latinos de cualquier raza.